# أولريش فينكلر
أولريش فينكلر (بالألمانية: Ulrich Winkler)‏ هو لاعب كرة قدم أمريكية ألماني، ولد في 4 يناير 1984 في ميونخ في ألمانيا.

## وصلات خارجية
- أولريش فينكلر على موقع JustSportsStats.com (الإنجليزية)